# Fusigobius melacron
 Fusigobius melacron és una espècie de peix de la família dels gòbids i de l'ordre dels perciformes.

## Morfologia
- Els mascles poden assolir 3,5 cm de longitud total i les femelles 3,6.[4]

## Hàbitat
És un peix marí, de clima tropical i demersal que viu entre 7-30 m de fondària.

## Distribució geogràfica
Es troba a Fiji, Indonèsia, el Japó (incloent-hi les Illes Ryukyu), Palau, les Filipines, Salomó i Tailàndia.

## Observacions
És inofensiu per als humans.